# Loreto (region)
Loreto er Perus nordligste region og dækker næsten en tredjedel af Perus territorium. Loreto er landets største region og en af de tyndest befolkede regioner i landet. Hovedbyen er Iquitos.
4°00′S 74°19′V / 4°S 74.32°V